# Pont Kallady

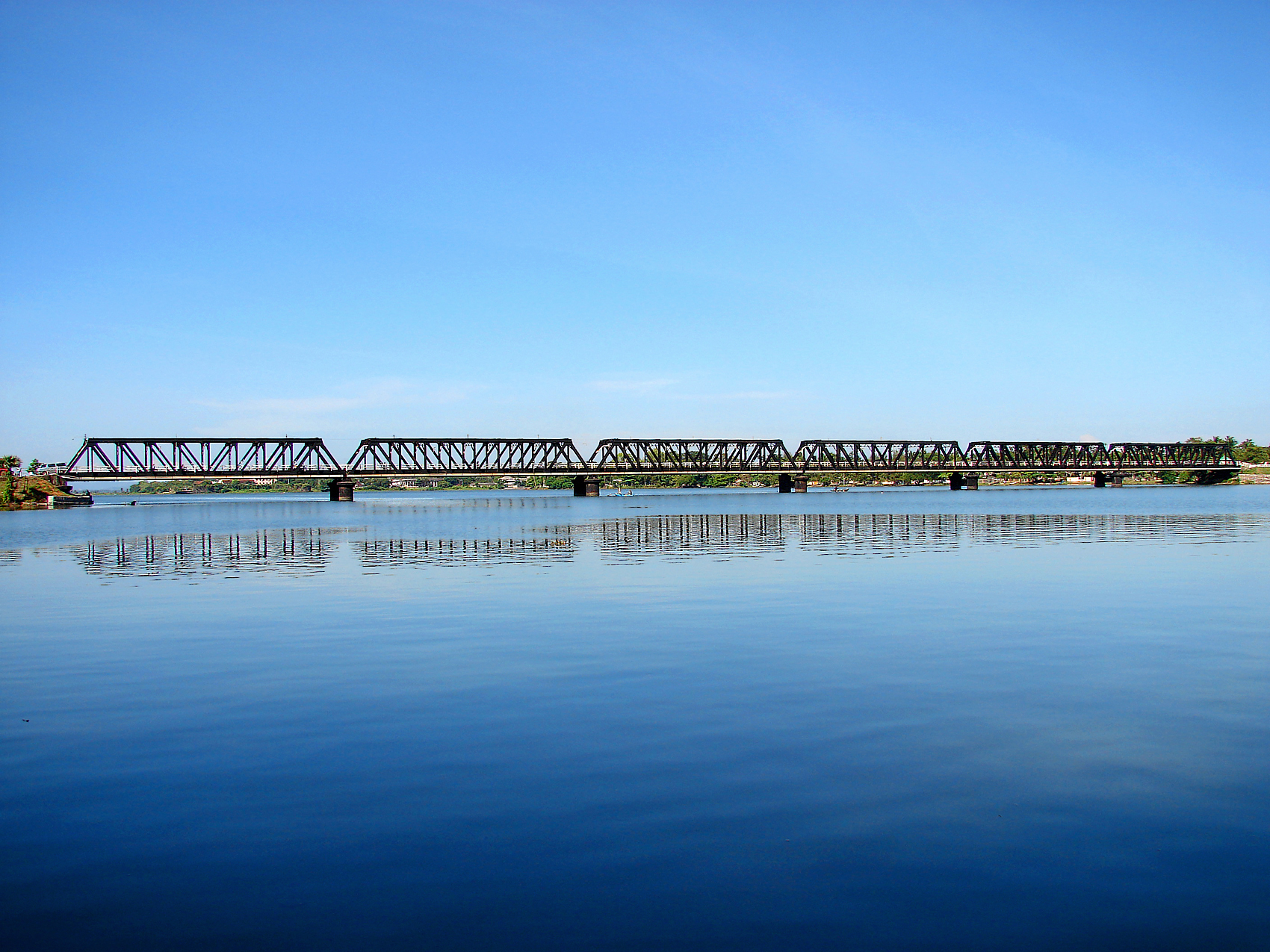
Le vieux pont Kallady

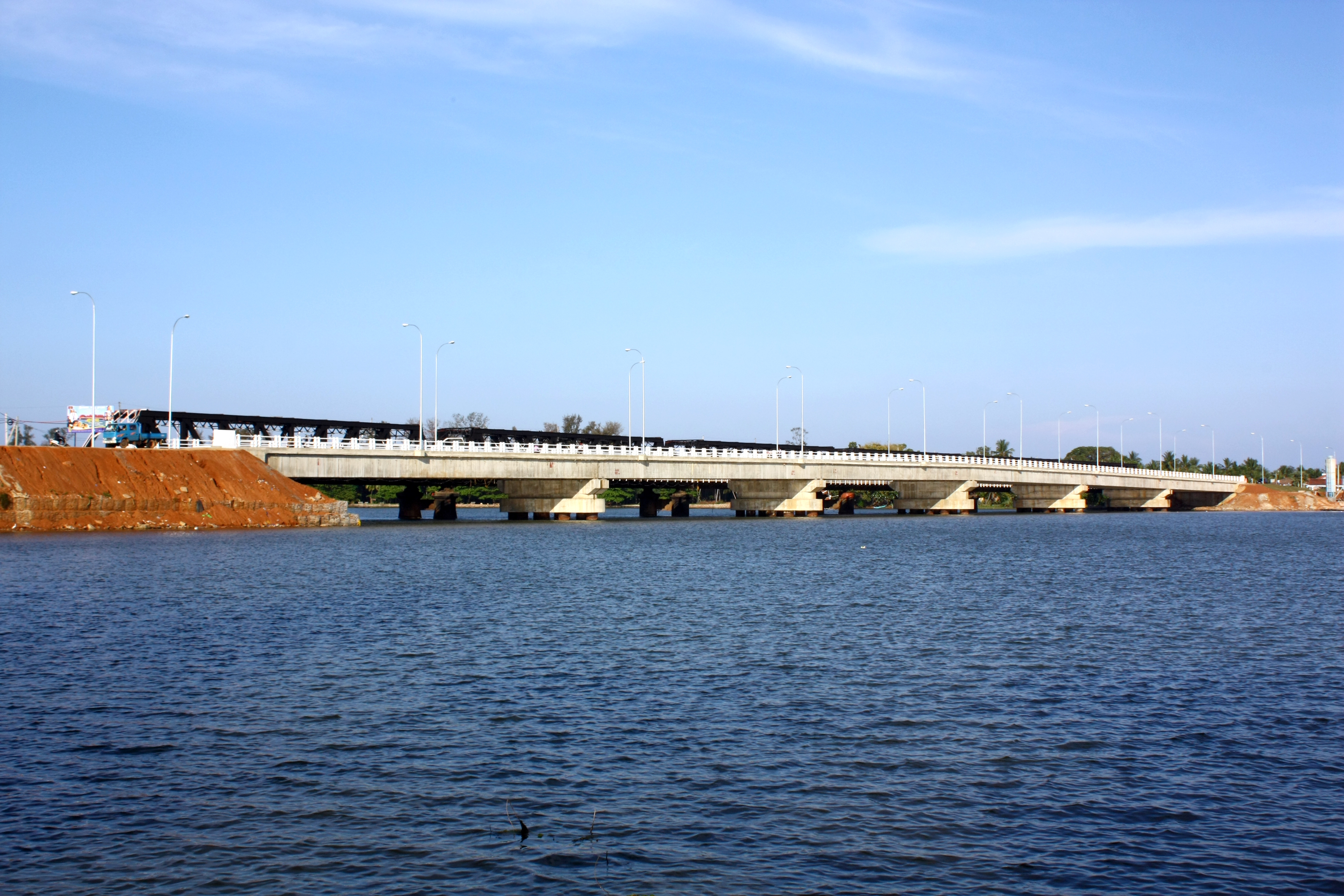
Le nouveau pont

Le pont Kallady (tamoul : கல்லடிப் பாலம் ; singhalais : කල්ලඩි පාලම ; anglais : Kallady Bridge), également appelé pont Lady Manning (Lady Manning Bridge) est un pont routier situé dans le district de Batticaloa, dans l'est du Sri Lanka. Il porte l'autoroute A4 (en) au-dessus du lagon de Batticaloa (en). Il est construit en 1924, tandis qu'un nouveau pont parallèle au premier est inauguré en mars 2013. 

## Histoire
Le pont est construit à l'époque coloniale britannique en 1924. Il est nommé Lady Manning Bridge en l'honneur de la femme de William Manning, le gouverneur du Ceylan britannique. Il s'agit du plus ancien et du plus long pont métallique du Sri Lanka.
La légende des chants de poissons de Batticaloa est liée au pont. En 1954, deux prêtres américains de St. Michael's College (en) enregistrent des chants de poissons sous le pont. L'extrait est diffusé sur Radio Ceylon dans les années 1960,. 
En 2006, des plans sont conçus pour la construction d'un nouveau pont parallèle au premier,. La construction du nouveau pont démarre en mars 2008. Mais en raison de problèmes, une nouvelle entreprise est trouvée pour les travaux. Le nouveau pont est ouvert à la circulation le 22 mars 2013.
Le nouveau pont est long de 288,35 m et large de 14 m. Le coût de construction de cet ouvrage s'élève à 2,6 milliards de roupies srilankaises, soit 20 millions de dollars américains ; il est financé par un emprunt à l'Agence de coopération internationale du Japon sous le titre Pro-Poor Eastern Infrastructure Development Project,.

## Description
Ce pont en treillis fait de béton et de métal comporte deux voies étroites, une pour chaque sens. 

## Trafic
Avant l'inauguration de la nouvelle structure, le pont accueille en moyenne environ 10 000 véhicules par jour. Un accident sur le pont entraînait des congestions sur les routes voisines.
Les ponts appartiennent au ministère des Ports et du Transport maritime (en) et est entretenu par la Road Development Authority (en) (RDA), un organisme public.